# Blue Bird (canção de Ayumi Hamasaki)
BLUE BIRD (Pássaro Azul em português) é o 40º single da cantora Ayumi Hamasaki lançado dia 21 de junho de 2006. O single também inclui a música Beautiful Fighters  e um versão remix da música Ladies Nigh do álbum (Miss)understood. BLUE BIRD foi usada em comerciais para promover "Zespri "Gold and Green Kiwi"". BLUE BIRD estreou em 1º luguar na Oricon vendendo 258,566 recebemdo certificação plantina e segundo a Avex Trax BLUE BIRD vendeu 322 mil cópias, sendo 32º single mais vendido de 2006. O Single também estreou em 1º lugar no iTunes Japão contabilizando um total de 750,000 mil downloads.

## Faixas
Todas as letras escritas por Ayumi Hamasaki. 
| CD  |                                     |         |  |
| N.º | Título                              | Duração |  |
| 1.  | "BLUE BIRD"                         | 4:08    |  |
| 2.  | "Beautiful Fighters"                | 5:14    |  |
| 3.  | "Ladies Night ～another night～"    | 4:03    |  |
| 4.  | "BLUE BIRD (Harderground remix)"    | 6:23    |  |
| 5.  | "BLUE BIRD -Instrumental-"          | 4:09    |  |
| 6.  | "Beautiful Fighters -Instrumental-" | 5:16    |  |

| DVD A |                                  |         |  |
| N.º   | Título                           | Duração |  |
| 1.    | "BLUE BIRD(Vídeo clip)"          | 4:13    |  |
| 2.    | "Beautiful Fighters(Vídeo Clip)" | 5:57    |  |
| 3.    | "BLUE BIRD(Making-of)"           | 4:11    |  |

| DVD B |                                  |         |  |
| N.º   | Título                           | Duração |  |
| 1.    | "BLUE BIRD(Vídeo clip)"          | 4:13    |  |
| 2.    | "Beautiful Fighters(Vídeo Clip)" | 5:57    |  |
| 3.    | "Beautiful Fighters(Making-of)"  | 5:17    |  |

## Vendas
| Parada                           | Posição | Total de Vendas | Semanas |
| -------------------------------- | ------- | --------------- | ------- |
| Oricon Parada Diária de Singles  | 1       | 258,566         | 13      |
| Oricon Parada Semanal de Singles | 1       | 258,566         | 13      |
| Oricon Parada Mensal de Singles  | 2       | 258,566         | 13      |
| Oricon Parada Anual de Singles   | 32      | 258,566         | 13      |